# Lygrus marleyi
Lygrus marleyi là một loài bọ cánh cứng trong họ Cerambycidae.